# Leptochelia longichelipes
Leptochelia longichelipes is een naaldkreeftjessoort uit de familie van de Leptocheliidae. De wetenschappelijke naam van de soort is voor het eerst geldig gepubliceerd in 1973 door Lang.